# Toyota Motor Manufacturing Czech Republic
La Toyota Motor Manufacturing Czech Republic (TMMCZ), precedentemente nota come Toyota Peugeot Citroën Automobile (TPCA), è una succursale di Toyota e un impianto di produzione automobilistico situato nella città di Kolín, in Repubblica Ceca.

## Storia

Logo della vecchia joint-venture

La società è stata originariamente fondata nel 2002 come joint venture tra la giapponese Toyota Motor Corporation e il gruppo francese PSA Peugeot Citroën. L'impianto il 28 febbraio 2005 iniziò la produzione di tre piccole city car per il mercato europeo, sebbene la cerimonia ufficiale di apertura sia avvenuta in giugno. 
L'utilizzo della stessa piattaforma comune ha reso possibile la vendita delle auto a prezzi competitivi, utilizzando il 93% dei componenti in comune. L'investimento totale, compresi i costi di ricerca/sviluppo e di avviamento dell'attività, sono stimati in circa 1,3 miliardi di euro.
Nel gennaio 2021 Toyota ha acquisito la completa proprietà dello stabilimento di Kolin, iniziando a produrre a novembre dapprima la Yaris e successivamente nel 2022 la Aygo X.

## Automobili prodotte

### Auto in produzione
| Foto | Marca  | Modello | Inizio produzione |
| ---- | ------ | ------- | ----------------- |
|      | Toyota | Aygo X  | 2022              |
|      | Toyota | Yaris   | 2021              |

### Auto fuori produzione
| Foto | Marca   | Modello | Inizio produzione | Fine produzione |
| ---- | ------- | ------- | ----------------- | --------------- |
|      | Peugeot | 107     | 2005              | 2014            |
|      | Peugeot | 108     | 2014              | 2021            |
|      | Citroën | C1 I    | 2005              | 2014            |
|      | Citroën | C1 II   | 2014              | 2021            |
|      | Toyota  | Aygo I  | 2005              | 2014            |
|      | Toyota  | Aygo II | 2014              | 2021            |